# Balzan
Balzan é um povoado da ilha de Malta em Malta, com cerca de 4.000 habitantes (2004).